# De elementen
De elementen is een roman van Harry Mulisch uit 1988 over een man die met zijn gezin op vakantie is op Kreta.

## Vorm en perspectief
De novelle bestaat uit vijf delen die genoemd zijn naar de vijf elementen uit de Oud-Griekse filosofie: aarde, water, lucht, vuur en quintessens. Elk deel is ongeveer half zo lang als het voorgaande.
Mulisch gebruikt een ongewoon vertelperspectief: hij spreekt de lezer aan met "jij", en vraagt hem zich voor te stellen dat hij zelf het hoofdpersonage is vanuit wiens standpunt het verhaal verteld wordt.

## Samenvatting

### Aarde
Je bent een artdirector bij een Amsterdams reclamebedrijf die met zijn gezin op vakantie is op Kreta. Je mooie, geblondeerde vrouw Regina is drieëndertig, zeven jaar jonger dan jijzelf. Het gaat niet goed met jullie relatie; je hebt nog zelden een goed gesprek, maar je blijft samen voor je twee kinderen. Deze heten Ida en Dick, wat toevallig overeenkomt met de twee bergen op Kreta: de Dikti en de Ida. Met de intelligente, naar jou vernoemde Dick ga je Knossos bezoeken. Met je elfjarige dochter Ida daal je af in een grot. Een rijke kennis nodigt jullie uit op een boot waarop figuren uit de jetset te gast zijn, onder wie Herbert von Karajan en Jacqueline Onassis. Terug in je vakantiehuis jaag je een vleermuis naar buiten. Hierdoor verbetert de stemming tussen jou en je vrouw, wat tot een vrijpartij leidt.

### Water
Je gaat diepzeeduiken. Onder water filosofeer je en dwarrelen jeugdherinneringen op. Je bereikt een toestand van ataraxie. Dan vind je een antiek marmeren beeld van een hermafrodiet. Je brengt het naar boven, maar dan vindt een dramatische gebeurtenis plaats.

### Lucht
Je wordt opgeschept in de watertank van een vliegtuig. De reden hiervoor is voorlopig onduidelijk.

### Vuur
Het water dient blijkbaar om een brand te blussen in een olijfboomgaard. Je valt in het vuur en sterft. De vier elementen vallen nu samen.

### Quintessens
Er is een lichtflits, het laatste en blijvendst.

## Verwijzingen
1. ↑  http://www.harrymulisch.com/